# Brian Bell
Brian Bell (9 de diciembre de 1968) es miembro oficial de la banda estadounidense Weezer, donde toca la guitarra rítmica y hace coros. Se unió a Weezer en 1993 después de la partida de Jason Cropper, el miembro original. En 1993 fundó su propia banda, The Space Twins, en la que se encarga, además de la guitarra, de la voz principal. En 2006 formó otro proyecto paralelo, The Relationship.

## Primeros años
Bell nació en Iowa City, Iowa, hijo de Tom Bell, un profesor de geografía de la Universidad del Oeste de Kentucky, y Linda Menasco, asistente de la dirección de una escuela secundaria. Creció en Knoxville, Tennessee. Su primer acercamiento a la música fue a los cuatro años de edad cuando sus padres lo llevaron a un concierto de Elvis Presley en Knoxville. Poco después, Bell se obsesionó con la colección de discos de su padre, escuchándolos constantemente. De joven, fue obligado por su madre a tomar clases de piano, negándole aprender a tocar la guitarra hasta la secundaria porque «no creía que practicaría». Más tarde, durante su primer año en la secundaria, sus padres le permitieron tomar clases de guitarra con el músico de Knoxville, Ben Bolt. Además, ese año, Bell tuvo que cambiar de instituto: «De acuerdo a la zona, me correspondía asistir al instituto del condado y mi madre trabajaba en la ciudad, lo que significaba que yo podía ir a un instituto más privilegiado. De esa forma estaba rodeado de snobs. En esa época estaba descubriéndome a mí mismo, así que decidí ir al instituto que me correspondía». Comenzó a tocar en una banda junto a amigos de la secundaria, Trey Counce y Tim y Glenn Maloof, llamada Blooshroom, que Bell describió como "una mezcla entre Pink Floyd y The Stooges".
Después de terminar la secundaria en Bearden High School en 1987, Bell decidió no seguir estudiando porque sintió que sería «una pérdida de dinero». A los 18 años de edad, Bell se mudó a Los Ángeles, California, donde se unió a G.I.T. En 1991, fue uno de los miembros fundadores de Carnival Art, banda que lanzaría dos álbumes oficiales y un EP con Bell tocando el bajo. Desafortunadamente, la banda consiguió muy pocas ventas y la productora Beggars Banquet Records canceló el contrato. En la época en la que Carnival Art se estaba por separar, Bell conoció a los miembros de Weezer: «Comenzaban a tocar en el ambiente e instantáneamente vi algo único en ellos. No necesariamente quería estar en su banda. Por alguna razón, estaban con el público equivocado y tocando en los lugares incorrectos. Yo quería ayudarlos de cualquier manera que pudiese y quería tocar en un show con ellos». Una noche de verano de 1993, mientras conducía a casa, Bell decidió de una vez por todas abandonar Carnival Art. Cuando llegó a su casa se encontró con un mensaje del bajista de Weezer, Matt Sharp, en su contestador. Sharp volvió a llamar al día siguiente, y Rivers Cuomo cogió el teléfono y le pidió que se uniera a la banda.

## Weezer

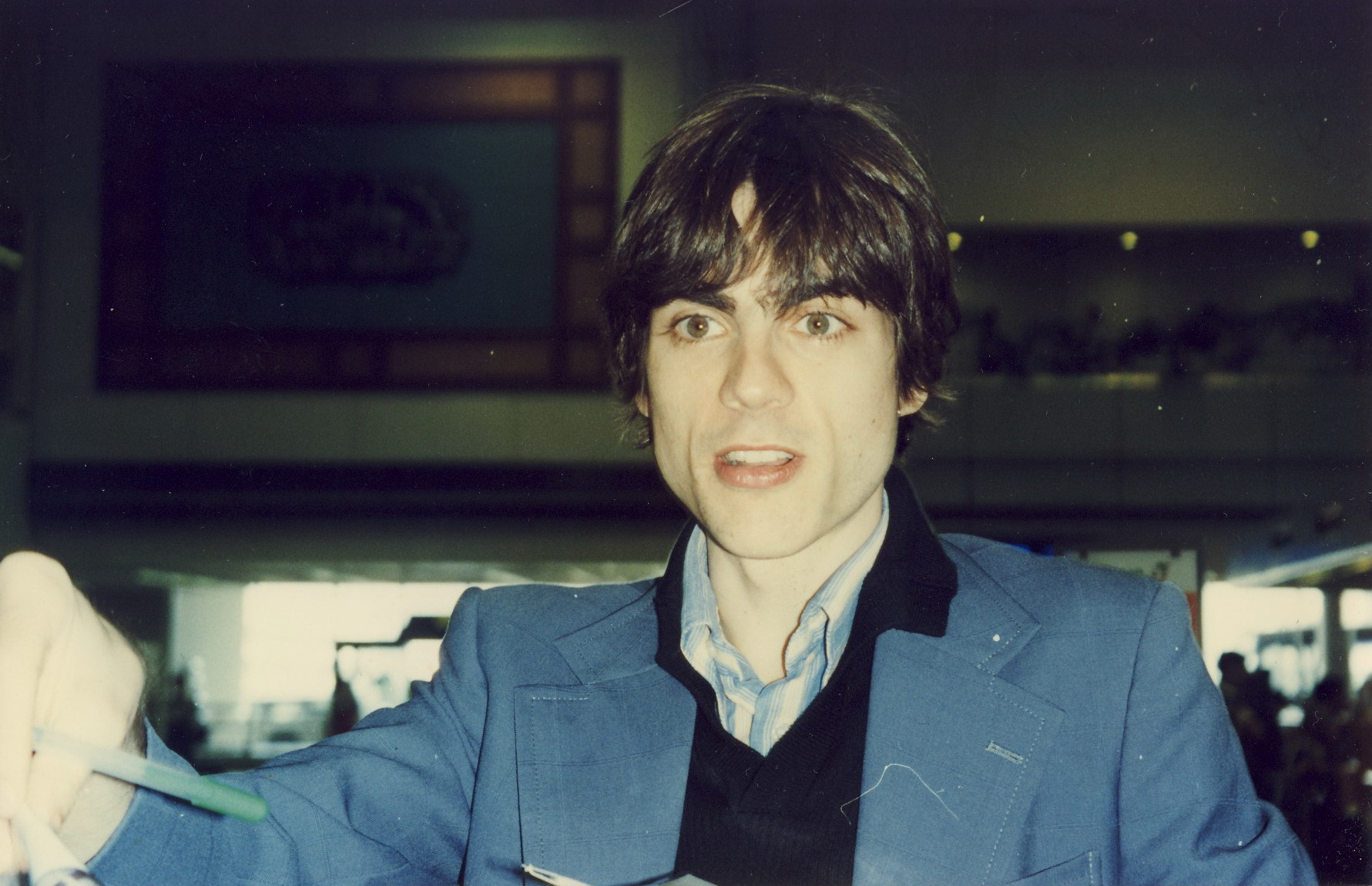
Brian Bell in Bangkok, Thailand

Bell se une a Weezer en 1993 durante la grabación de The Blue Album (el primer disco de la banda y con el que llegarían al éxito a nivel mundial), remplazando a Jason Cropper. Desde ese entonces ha permanecido como miembro de la banda. Además de hacer coros y tocar la guitarra, Bell toca varios instrumentos durante las actuaciones en vivo. Cuando una canción necesita un teclado o una armónica, a menudo es Bell quien se encarga.
Aunque todos los créditos de composición de Make Believe (2005) pertenecen a Rivers Cuomo, Bell escribió la intro de "We Are All on Drugs" y el duelo de guitarras en el solo de "This is Such a Pity". Bell también es la voz principal de la banda en la canción "Thought I Knew" del álbum de 2008, y también en el bonus track "It's Easy". Esa fue la primera vez que Weezer lanza un álbum con una canción escrita y cantada por Brian Bell, después de que la banda grabara un demo y tocara en vivo "Yellow Camaro" (otra canción de Bell) en 2002. "Yellow Camaro" formaría parte del LP The End of Imagining, el debut de Space Twins (la banda de Bell).
En 2005, en la gira de la banda, Bell fue la voz principal en "Why Bother?", "Smile", "Getchoo" y "Keep Fishin'". En 2008 durante el Hootenanny Tour comenzó a cantar en "El Scorcho". En el Troublemaker Tour, en 2008, continuó cantando "El Scorcho" y también "Suzanne".
En 2007, Bell hizo su debut en el cine haciendo el papel de Lou Reed en Factory Girl (2006), película en la que también actuó Sienna Miller. Bell y Patrick Wilson, baterista de Weezer, colaboraron haciendo la versión de Velvet Underground, "Heroin".

## Discografía
Weezer
- The Blue Album (1994)
- Pinkerton (1996)
- The Green Album (2001)
- Maladroit (2002)
- Make Believe (2005)
- The Red Album (2008)
- Raditude (2009)
- Hurley (2010)
- Death to False Metal (2010)
- Everything Will Be Alright in the End (2014)
- The White Album (2016)
- Pacific Daydream (2017)
- The Teal Album (2019)
- The Black Album (2019)
- Van Weezer (2021)

Space Twins
- No Show (EP) (1994)
- Osaka Aquabus (EP) (1997)
- TV, Music, & Candy (EP) (1998)
- The End of Imagining (2003)

The Relationship
- The Relationship (2010)
- Clara Obscura (2017)

Carnival Art
- Dig (EP) (1990)
- Thrumdrone (LP) (1991)
- Welcome to Vas Llegas (LP) (1992)
- Blue Food and Black Sparks (EP) (1992)